# 下諾夫哥羅德地鐵
下諾夫哥羅德地鐵（羅馬化：Nizhegorodsky Metropoliten）是位於俄羅斯下諾夫哥羅德的一個地鐵系統，於1977年12月17日開始施工，於1985年11月20日開放營運，有15個車站，共21.6（13.4英里）長。

## 概要
不像其他的蘇聯时期地铁，下诺夫哥罗德地鐵不具有传统的三线三角相交布局。这是因为城市不同寻常的整体规划。下诺夫哥罗德位于伏尔加河右岸，與奥卡河汇合处。在奥卡河的左岸历史悠久的市中心，下诺夫哥罗德克里姆林宫周圍承担大部分的行政，文化，教育功能。奥卡河的右岸则是承担了城市的大多数產业和住宅區。一些主要市民居住区在卡纳维诺區的中央火车站周圍，是城市最大的交通樞紐。索尔莫沃区有紅色索爾莫沃造船廠，城市南方還有重要的高尔基汽车厂。
面對這樣的地理佈局，地鐵規劃者採用了雙曲線設計，將地铁系统的主要枢纽置於莫斯科卡亚站，位於中央火车站旁，該站配有4条轨道和2条线，兩條路線在此交匯，並向四個方向輻射。

## 歷史

### 蘇聯時代
20世紀70年代中期下諾夫哥羅德（蘇聯時期稱為高爾基）人口突破百萬，滿足了蘇聯發展地鐵的要求 (不成文規定)。1977年12月17日高爾基地鐵動工，1985年11月20日通車，是俄羅斯第三條地鐵系統，在前蘇聯地區是第十條。1984年7月13日，莫斯科卡亚站建設期間，其牆壁倒塌，導致兩名工人死亡。
1985年11月20日，第一條線路開通長7.8公里，設有6個車站。1987、1989年又分別開設了兩個車站。1989年一期工程竣工後，二期工程開工建設。

### 後蘇聯時代
1991年蘇聯解體，高爾基恢復舊名為下諾夫哥羅德，但俄羅斯私有化導致的財政困難導致工程難以推展。雖然1993年12月20日新的2號線開通了兩個車站，2002年9月9日延伸1站。但下諾夫哥羅德的巨額財政赤字不允許地鐵的發展，而且由於奥卡河的左岸的市中心沒有車站，因此地鐵的客流量逐年下降。
直到2012年下諾夫哥羅德地鐵1號線進行延伸，才透過2009年開通的下諾夫哥羅德地鐵橋延伸至奥卡河的右岸。2018年2號線延伸至斯特雷爾卡，該站在下諾夫哥羅德體育場附近，下諾夫哥羅德體育場是2018年國際足協世界盃的的競賽場館之一。

## 路線
| 圖片   | 中文線名                      | 俄文線名 | 兩端車站                    | 通車日期       | 最新延伸      | 長度 （公里） | 車站數 |
| ------ | ----------------------------- | -------- | --------------------------- | -------------- | ------------- | ------------- | ------ |
| 1號線  | 1號線 （汽車廠線）            |          | 戈爾科夫斯卡婭 - 文化公園   | 1985年11月20日 | 2012年11月4日 | 14.5          | 11     |
| 2號線  | 2號線 （索尔莫沃-梅舍斯科線） |          | 斯特雷爾卡 - 布雷韋斯特尼克 | 1985年11月20日 | 2002年9月9日  | 7.1           | 5      |
| 總數： | 總數：                        | 總數：   | 總數：                      | 總數：         | 總數：        | 21.6          | 15     |

## 車輛
下諾夫哥羅德地鐵所有車輛均由俄羅斯的地鐵車輛機械製造廠 (OAO)製造。
| 系列       | 型號           | 外觀 | 製造年     | 運用年    | 車輛數 | 載客量                       | 説明                                                      |
| ---------- | -------------- | ---- | ---------- | --------- | ------ | ---------------------------- | --------------------------------------------------------- |
| D (81-702) | D (81-702)     |      | 1949—1963  | 1985—1993 |        | 264                          | 原在莫斯科地鐵使用，1985年1列轉移至下諾夫哥羅德地鐵使用。 |
| 81-717/714 | 81-717/714     |      | 1985—1987  | 1985—     | 62     | 81-717：309人/ 81-714：330人 |                                                           |
| 81-717/714 | 81-717.5/714.5 |      | 1991— 1993 | 1991—     | 18     | 81-717：309人/ 81-714：330人 |                                                           |
| 81-717/714 | 81-717.6/714.6 |      | 2012— 2017 | 2012—     | 50     | 81-717：309人/ 81-714：330人 |                                                           |

## 營運

### 時間
下諾夫哥羅德地鐵每天5：15至隔日0：10對乘客開放。班距10分鐘，尖峰時1號線班距5分鐘、2號線班距7分鐘。

### 票務
票價通過代幣和交通卡支付。自2022年8月1日起，使用代幣支付的票價為35盧布，使用交通卡支付的票價為30盧布。使用交通卡付款可以在60~90分鐘內免費換乘任何類型的市政公共交通工具。

## 未來計畫

下諾夫哥羅德地鐵未來計畫

- 2022年1號線的新延伸工程動工在奥卡河的右岸繼續向東延伸。[7]南端有計畫延伸4站，並再次跨越奥卡河，連接右岸計畫中的3號線。
- 2號線兩端都有工程計畫，西端延伸至索尔莫沃，計畫於2026年開通。[8]東端則計畫延伸至伏尔加河畔，計畫於2024年完工，[9]但該計畫並未見於下諾夫哥羅德2030年交通規劃中。
- 奥卡河的右岸有計畫中的3號線，3號線計畫設置15個車站。